# 启骧
启骧（1935年—），字滕伯，满族，爱新觉罗氏，北京人，毕业于北京建筑工程学院、北京城市建设学院，中国当代书法名家之一。

## 简介
1935年，启骧出生于北京，他是清朝雍正帝的九世孙，他的祖父毓逖为著名艺术家，他的堂兄是书法家启功。启功对启骧的艺术之路影响深远，他曾说：“启功不仅传授了我习书之法，同时更注重教授我做人之道。而后者，使我终身受益！”启骧后来在北京建筑工程学院、北京城市建设学院读书学习。
1989年，启骧捐献了爱新觉罗家族的40多位书法家的作品给亚运会，并且受邀参访日本国。
1991年，启骧书写了《奥林匹克宪章基本原则》精致册页送给国际奥林匹克委员会主席萨马兰奇，并且被奥林匹克博物馆永远珍藏。
1998年4月14日至4月19日，启骧在中国美术馆举办个人书法展会。
2007年，启骧参与中国中央电视台中文国际频道的《百家讲坛》，讲述《启骧讲书法》。

## 先世
- 九世祖：雍正帝, 九世祖母耿氏，耿德金女
  - 八世祖：和恭親王弘昼, 八世祖母吳扎庫氏，五什圖女
    - 七世祖：和勤親王永璧, 七世祖母李佳氏，唐古塞女
      - 六世祖：和恪郡王绵循, 六世祖母金佳氏，金全女
        - 五世祖：貝勒奕亨，五世祖母康氏，康玉成女
          - 高祖父：貝勒銜敏恪貝子載容，高祖母黃佳氏
            - 曾祖父：二等輔國將軍溥綬，曾祖母博爾濟吉特氏
              - 祖父：毓逖，祖母那木都魯氏，文熙女
                - 父親：恆昶
                  - 啟骧，妻李味辛
                    - 女儿：焘蕊

## 履历
- 中国书法家协会会员
- 北京文史研究馆馆员
- 北京市对外友好协会理事

## 作品
- 《启骧书艺集》
- 《启骧味辛书艺集》
- 《爱新觉罗启骧书金刚班若波罗蜜经》
- 《启骧讲书法》

## 亲属
- 九世祖：雍正帝[1]
- 祖父：毓逖[2]
- 堂兄：启功[2]